# Celestus marcanoi
Espèce
Statut de conservation UICN

 LC  : Préoccupation mineure
Synonymes
- Diploglossus marcanoi Schwartz & Incháustegui, 1976

Celestus marcanoi est une espèce de sauriens de la famille des Diploglossidae.

## Répartition
Cette espèce est endémique de République dominicaine. Elle se rencontre entre 1 500 et 1 800 m d'altitude dans la cordillère Centrale.

## Étymologie
Cette espèce est nommée en l'honneur d'Eugenio de Jesus Marcano Fondeur (1923-2003).

## Publication originale
- Schwartz & Inchaústegui, 1976 : A new species of Diploglossus (Reptilia, Lacertilia, Anguidae) from Hispaniola. Journal of Herpetology, vol. 10, p. 241-246.